# Ty (digramme)
Cette page contient des caractères spéciaux ou non latins. S’ils s’affichent mal (▯, ?, etc.), consultez la page d’aide Unicode.
Pour les articles homonymes, voir TY.
Ty (minuscule ty) est un digramme de l'alphabet latin composé d'un T et d'un Y.

## Linguistique
- En hongrois, le digramme « Ty » sert à représenter le son [c]. Elle est considérée comme lettre à part entière et est placée entre le T et le U.

## Représentation informatique
Comme la majorité des digrammes, il n'existe aucun encodage de Ty sous un seul signe, il est toujours réalisé en accolant un T et un Y.